# Liste von Bibliotheken in Brandenburg
Hier erfolgt eine Auflistung von Bibliotheken in Brandenburg. Als Institution ist der Kooperative Bibliotheksverbund Berlin-Brandenburg zu nennen.

## Brandenburg an der Havel
- Franziskanerbibliothek (Brandenburg an der Havel)
- Hochschulbibliothek der Technischen Hochschule Brandenburg

## Cottbus
- Informations-, Kommunikations- und Medienzentrum Cottbus

## Eberswalde
- Bibliothek der Hochschule für nachhaltige Entwicklung Eberswalde (FH)

## Frankfurt an der Oder
- Stadt- und Regionalbibliothek Frankfurt (Oder)

## Nauen
- Bibliothek Nauen

## Potsdam
- Stadt- und Landesbibliothek Potsdam
- Bibliothek der Fachhochschule Potsdam

## Fachbibliotheken
- Fachbibliothek für Kirchen- und Kulturgeschichte